# Baroh Barat Yaman
Baroh Barat Yaman is een bestuurslaag in het regentschap Pidie van de provincie Atjeh, Indonesië. Baroh Barat Yaman telt 1418 inwoners (volkstelling 2010).